# Зейтуллаєв Айдер Решатович
Айдер Решатович Зейтуллаєв (нар. 27 листопада 1958) — радянський та український кримськотатарський футболіст, що грав на позиції нападника. Відомий за виступами в низці клубів Узбекистану та України, в тому числі за ташкентський «Пахтакор» та сімферопольську «Таврію» в першій лізі СРСР.

## Клубна кар'єра
Айдер Зейтуллаєв народився в Середній Азії в сім'ї насильно переселених туди кримських татар. Розпочав займатися футболом у ДЮСШ міста Фергана. Дебютував у команді майстрів у 1977 році в складі команди «Нафтовик» з Фергани, яка грала в другій лізі СРСР. Уже в 1979 році Зейтуллаєв став одним із кращих бомбардирів команди, відзначившись 10 забитими м'ячами. У наступні роки виступів за ферганську команду нападник відзначався щонайменше 9 забитими м'ячами за сезон. У 1983—1984 роках Зейтуллаєв грав у армійській команді «Зірка» з Джиззака, яка на той час виступала в першій лізі СРСР.
На початку 1985 року Айдер Зейтуллаєв стає гравцем найсильнішої на той час команди Узбекистану — ташкентського «Пахтакора», який на той час грав у першій лізі, та мав завдання повернутися до вищої ліги СРСР. Хоча й Зейтуллаєв став у підсумку кращим бомбардиром команди, відзначившись 11 забитими м'ячами, в цілому гра команди цього сезону не вражала, тому й з завданням повернення до вищого радянського дивізіону ташкентська команда не справилась. Наступного сезону Зейтуллаєв знову став кращим бомбардиром «Пахтакора», відзначившись 13 забитими м'ячами, проте команда знову не спавилась із завданням повернення до вищої ліги. Сезон 1987 року нападник розпочав у "Пахтакорі, проте під час сезону повернувся до ферганського «Нафтовика», в якому грав до кінця сезону 1989 року.
У 1990 році Айдер Зейтуллаєв вирішує повернутися на землю. своїх предків — до Криму. На початку сезону 1990 року він стає гравцем команди першої радянської ліги «Таврія» з Сімферополя, за яку зіграв у чемпіонаті 22 матчі. Наступного року Зейтуллаєв стає гравцем аматорської команди «Сурож» з Судака, яка після початку проведення Україною власного чемпіонату один рік грала в перехідній лізі. У 1996 році Зейтуллаєв став гравцем аматорської команди «Авангард» з Краматорська, яка в сезоні 1998—1999 років грала в другій українській лізі під назвою ВПС. У зимовій перерві сезону 1998—1999 років Айдер Зейтуллаєв завершив виступи на футбольних полях.